# Jim wie lepiej
Jim wie lepiej (ang. tytuł According to Jim) – amerykański serial komediowy, opowiadający o życiu rodzinnym oraz powodzeniu w interesach głównego bohatera, Jima (w tej roli James Belushi). Liczy 8 sezonów i 182 odcinki. Serial emitowany w USA od 3 października 2001 do 2 czerwca 2009 roku. W Polsce, serial emitowany przez stacje Comedy Central, TV Puls, Comedy Central Family, Puls 2, Fox Comedy.

## O serialu
Serial opowiada o zabawnych przygodach Jima (James Belushi) i jego żony, Cheryl (Courtney Thorne-Smith). Ich codzienne życie to „love story” na wesoło. Jim jest dojrzałym mężczyzną, lecz jego podejście do życia można określić jako dosyć swobodne. Jest budowlańcem. Pracuje ze swoim szwagrem, a bratem Cheryl – Andym (Larry Joe Campbell). Stałym elementem serialu są również utarczki słowne między Jimem a siostrą Cheryl i Andy’ego – Daną (Kimberly Williams-Paisley). Jim i Cheryl mają piątkę dzieci – Ruby, Gracie i Kyle’a, a w finale 7 sezonu, Cheryl rodzi bliźniaków – Jonathana i Gordona.
W serialu nigdy nie zostało podane nazwisko rodziny Jima, ani panieńskie nazwisko Cheryl. Wiemy tylko, że kiedy Dana wychodzi za mąż, przyjmuje nazwisko męża. Powstawały spekulacje, sugerujące się tytułem serialu, że Cheryl, Jim i ich dzieci noszą nazwisko Belushi.

## Bohaterowie

### Obsada główna
- James „Jim” Orenthal (James Belushi; 2001–2009)  Jest budowlańcem i prowadzi własną firmę. Cierpi na nadmiar pomysłów, które zwykle służą do wykręcenia się od różnego typu rodzinnych spotkań i obowiązków. Lubi odpoczywać mając w zasięgu pełną lodówkę. Wybrał dom ze względu na dobrą szkołę i najlepszą pizzę w okolicy. Gra także we własnej kapeli bluesowej. Kibicuje Chicago Bears (futbol amerykański), Chicago Cubs (baseball), Chicago Bulls (koszykówka) i Chicago Blackhawks (hokej na lodzie). Choć tego nie przyznaje, jego najlepszym przyjacielem jest Andy. Często zapomina imienia którejś ze swoich dziewczynek, określając ją ta mała. Nie pamięta również imienia dziecka Dany, ciągle je przekręcając.
- Cheryl Mabel (Courtney Thorne-Smith; 2001–2009) – Żona Jima oraz siostra Dany i Andy’ego. Zdecydowała się na wychowywanie dzieci, porzucając karierę zawodową. Często plotkuje z Daną.
- Andrew „Andy” (Larry Joe Campbell; 2001–2009) – Młodszy brat Cheryl i Dany. Andy pracuje wspólnie z Jimem. Choć Jim tego nie potwierdza, jest jego dobrym kumplem. Trochę niezdarny, zdominowany przez siostry, często pakuje się w kłopoty. Jest otyły, ale to nie przeszkadza mu we flirtowaniu z każdą napotkaną dziewczyną. Stałym elementem są również jego utarczki słowne z Ruby i Gracie. W 8 sezonie zakochuje się w Mandy. Swoje zaręczyny ogłaszają w finałowym odcinku.
- Dana Gibson (Kimberly Williams-Paisley; 2001−2008, 2009) – Siostra Cheryl i Andy’ego. Nowoczesna, żyje szybko i dynamicznie, ale stale poszukuje kandydata na męża. W finale 4 sezonu, wychodzi za mąż za lekarza, Ryana Gibsona. W szóstym sezonie, Dana rodzi dziecko – Tannera. Dana wyjeżdża w ósmym sezonie, powracając w ostatnim odcinku. Oświadcza, że spodziewa się drugiego dziecka.
- Ruby (Taylor Atelian; 2001–2009) – najstarsza córka Jima i Cheryl. Razem z Gracie, docinają Andy’emu.
- Gracie (Billi Bruno; 2001–2009) – młodsza córka Jima i Cheryl.
- Kyle (Anthony i Brian Toro; 2001–2004; Conner Rayburn; 2004–2009) – starszy syn Jima i Cheryl. Zdominowany przez siostry. Jim za wszelką cenę chce zrobić z syna prawdziwego mężczyznę. W 11 odcinkach, kiedy pojawia się dorosły Kyle, gra go Robert Belushi, syn Jamesa Belushi.
- Gordon i Jonathan (2008–2009) – bliźniaki; najmłodsze dzieci Jima i Cheryl.

### Role epizodyczne
- Maggie (Kathleen Noone) – matka Cheryl, Dany i Andy’ego.
- Ryan Gibson (Mitch Rouse) – mąż Dany.
- Mandy (Jackie Debatin) – nauczycielka gry na pianinie i narzeczona Andy’ego.
- Danny Michalski (Dan Aykroyd) – przyjaciel Jima. Jak wynika z ostatniego odcinka serialu, Danny zmarł w wypadku.
- Tim Devlin (Tim Bagley) – natarczywy sąsiad Jima i Cheryl; były mąż Cindy.
- Cindy Devlin (Cynthia Stevenson) – natarczywa sąsiadka Jima i Cheryl; była żona Tima.
- Gaylord Pierson (Chris Elliott) – ksiądz; wróg Jima z czasów szkolnych.
- Emily (Mo Collins) – była żona Jerry’ego i była narzeczona Andy’ego.
- Jerry (Jere Burns) – były mąż Emily.
- Bóg (Lee Majors)

## Historia serialu
Pierwszy odcinek Jim wie lepiej wyemitowano w Stanach 3 października 2001 roku. Pierwsza seria odniosła sukces i zdecydowano się na emisję drugiego sezonu, który liczy 28 odcinków. Z każdym tygodniem, serial przyciągał coraz więcej widzów, stając się drugim, najczęściej oglądanym sitcomem ABC. Stacja postanowiła zaryzykować i przesunęła serial na czas, kiedy konkurencyjna stacja NBC emitowała swój serial – Frasier. Mimo że Jim wie lepiej nie pokonało konkurencji, wyniki oglądalności zadecydowały o stworzeniu trzeciego sezonu, który liczy 29 odcinków.
15 maja 2007 roku, dzień przed wyemitowaniem ostatniego odcinka 6 sezonu, stacja poinformowała, że serial nie doczeka się kolejnego sezonu. Mimo to, 27 czerwca 2007 roku, stacja zezwoliła na produkcję 7 sezonu. Wszystkie 18 odcinków wyemitowano w 2008 roku.
27 lutego 2008 roku, ogłoszono, iż ABC planuje produkcję kolejnego sezonu. Wiadomość oficjalnie została potwierdzona 13 maja 2008 roku. W grudniu tego roku, rozpoczęto emisję ósmego, finałowego sezonu. Serial opuściła Kimberly Williams-Paisley, wcielająca się w rolę Dany. Powróciła gościnnie w ostatnim odcinku serialu.
W grudniu 2008, aktor Larry Joe Campbell poinformował, że ósmy sezon jest sezonem ostatnim, finałowym. Ostatni odcinek serialu wyemitowano 2 czerwca 2009 roku. Odcinek ten wyreżyserował James Belushi.

## Produkcja serialu

### Reżyserzy
- Philip Charles MacKenzie (36 odcinków; 2002–2004, 2008–2009)
- James Belushi (29 odcinków; 2003, 2004–2009)
- Mark Cendrowski (24 odcinki; 2002–2005)
- Gil Junger (13 odcinków; 2001–2002)
- Leonard R. Garner Jr (11 odcinków; 2003, 2004, 2005, 2008)
- Steve Zuckerman (11 odcinków; 2005, 2006, 2008, 2009)
- Larry Joe Campbell (9 odcinków; 2005–2009)
- James Widdoes (9 odcinków; 2007)
- Dennis Capps (8 odcinków; 2005, 2006–2007, 2008, 2009)
- Andy Cadiff (7 odcinków; 2001–2002)
- Charles T. Kanganis (7 odcinków; 2004–2005)
- Kimberly Williams-Paisley (3 odcinki; 2006, 2007, 2008)
- Brian K. Roberts (2 odcinki; 2002, 2003)
- Shelley Jensen (2 odcinki; 2003)
- Gerry Cohen (2 odcinki; 2005)
- Lauren Breiting (2 odcinki; 2006, 2009)
- Bob Koherr (2 odcinki; 2006)
- Penny Marshall (2 odcinki; 2009)
- Michael Lembeck (1 odcinek; 2001)
- Peter D. Beyt (1 odcinek; 2003)
- Chris Brougham (1 odcinek; 2004)
- Lynn M. McCracken (1 odcinek; 2005)
- Christopher J. Nowak (1 odcinek; 2009)

### Scenarzyści
- Jonathan Stark (110 odcinków; 2001–2009)
- Tracy Newman (109 odcinków; 2001–2009)
- David Feeney (23 odcinki; 2001–2009)
- Ron Hart (22 odcinki; 2002–2009)
- John D. Beck (21 odcinków; 2002–2009)
- Nastaran Dibai (16 odcinków; 2001–2005)
- Jeffrey B. Hodes	(16 odcinków; 2001–2005)
- Sylvia Green (16 odcinków; 2003–2009)
- Christopher J. Nowak (16 odcinków; 2003–2009)
- Bob Nickman (12 odcinków; 2002−2006)
- Harry Hannigan (11 odcinków; 2002–2007)
- Howard J. Morris (11 odcinków; 2002−2006)
- Warren Bell (11 odcinków; 2003–2009)
- John Peaslee (11 odcinków; 2005–2009)
- Judd Pillot (11 odcinków; 2005–2009)
- Sung Suh (6 odcinków; 2008–2009)
- Tracy Gamble (4 odcinki; 2001, 2002, 2006)
- Jana Hunter (4 odcinki; 2004–2006)
- Mitch Hunter (4 odcinki; 2004–2006)
- Daniel Egan (4 odcinki; 2005–2007)
- Tod Himmel (3 odcinki; 2001–2002)
- David Regal (3 odcinki; 2001–2002)
- Hayes Jackson (3 odcinki; 2007–2008)
- Todd J. Greenwald (2 odcinki; 2001–2002)
- Richard Goodman (2 odcinki; 2002)
- Mark Driscoll (2 odcinki; 2003)
- Mike Murphy (2 odcinki; 2008–2009)
- John Schwab (2 odcinki; 2008–2009)

### Producenci
- James Belushi
- Warren Bell
- Suzanne Bukinik
- Marc Gurvitz
- Ron Hart
- John D. Beck
- John Peaslee
- Judd Pillot
- Jonathan Stark
- Bob Nickman
- Tracy Newman

## Czołówka
W 1 i 2 sezonie, Jim siedzi w swoim fotelu, a obok niego pojawiają się dzieci i żona. Obok pojawił się tytuł serialu. Stałą częścią wszystkich wersji czołówek stało się wypowiedziane przez Jima Oh, babe.
W 3 sezonie, zamysł czołówki się zmienił. Pojawiły się postacie Andy’ego i Dany. Cała rodzina próbuje zrobić sobie zdjęcie, lecz za każdym razem zdjęcie robi się w nieodpowiednim momencie. Wyjątkami są siódmy, jedenasty i trzynasty odcinek trzeciego sezonu. Są to odcinki o Halloween, Święcie Dziękczynienia i Bożym Narodzeniu. Wtedy zdjęcie wychodzi. Po zdjęciu, ukazuje się tytuł serialu.
W 4 sezonie czołówka ulega całkowitej zmianie. Taki zamysł pozostaje już do 8 sezonu. Czołówka obejmuje główną obsadę. Zmiana ulega w 8. sezonie, kiedy z czołówki znika Dana.

## Emisja w Polsce
Serial w Polsce po raz pierwszy emitowany był przez stację Comedy Central od 4 września 2007 do 27 czerwca 2010 roku. Stacja ponownie emitowała serial od 4 lutego do 26 listopada 2011 roku. Serial emitowany był nawet po kilka odcinków dziennie.
Serial emitowany był również w stacji TV Puls od 6 czerwca do 4 września 2011 roku, w godzinach wieczornych.
Od 14 stycznia 2013 roku, serial emitowany był w stacji Puls 2, po dwa odcinki, od poniedziałku do czwartku, w godzinach wieczornych. Emisja rozpoczęła się od 22. odcinka 1. sezonu. Emisja zakończyła się 27 marca 2013, na ostatnim odcinku 4. sezonu.

## Tytuły w innych krajach
| Państwo   | Tytuł                |
| --------- | -------------------- |
| Albania   | Jeta sipas Xhimit    |
| Australia | According to Jim     |
| Austria   | Jim hat immer Recht! |
| Brazylia  | O Jim é Assim        |
| Niemcy    | Immer wieder Jim     |
| Włochy    | La vita secondo Jim  |